# Giulio Camillo Delminio
Giulio Camillo detto Delminio (Portogruaro, 1480 – Milano, 15 maggio 1544) è stato un umanista e filosofo italiano.
Letterato, erudito e insegnante, è famoso per il suo trattato sull'imitazione nell'arte e per il vagheggiato progetto utopistico del Teatro della Memoria o Teatro della Sapienza, edificio ligneo costruito secondo il modello vitruviano in cui avrebbe dovuto essere archiviato, tramite un sistema di associazioni mnemoniche per immagini, l'intero scibile umano, un progetto culturale precursore delle moderne enciclopedie.
Le fonti sulla sua vita sono due biografie scritte nel XVIII secolo da Federigo Altan e Giorgio Liruti.

## Biografia
Nato attorno al 1480 (altre fonti attestano 1484), è possibile che il suo nome di battesimo fosse, in realtà, Bernardino, mentre Giulio Camillo sarebbe uno pseudonimo di sapore latineggiante, adottato secondo il costume degli umanisti dell'epoca.
Studiò presso l'Università di Padova e si dedicò quindi all'insegnamento di eloquenza e logica. Nel 1508 fondò con altri, a Pordenone, l'Accademia Liviana; trasferitosi a Venezia, conobbe tra gli altri Pietro Bembo, Pietro Aretino e Tiziano, e strinse amicizia con Erasmo da Rotterdam, che lo ricorda nella sua opera Dialogus Ciceronianus, attribuendogli eccellenti doti di oratore.
Nel 1515 si trova a Udine, quale "maestro d'umanità". Qui tenta di ottenere "l'officio di Cancelliere della Comunità".
Dedicatosi allo studio della lingua ebraica e delle lingue orientali, della cabala, del pitagorismo e della filosofia neoplatonica, nel 1519, in occasione di un viaggio a Roma, ebbe probabilmente occasione di confrontarsi con il cardinale Egidio da Viterbo, uno dei massimi cabalisti cristiani.

### Il Teatro della memoria
In quegli anni Giulio Camillo andava sviluppando l'idea di rappresentare la conoscenza come un teatro dove, a differenza del teatro tradizionale, in cui lo spettatore si siede in platea e lo spettacolo si svolge sul palco, egli stesso si trova al centro del palco e lo spettacolo gli si dispiega intorno. Dal palco, infatti, si dipartivano sette gradini, ognuno dei quali era contrassegnato con una diversa immagine (Primo grado, Convivio, Antro, Gorgoni, Pasifae, Prometeo) e ciascuno era suddiviso in sette parti, corrispondenti ai sette pianeti (Luna, Mercurio, Marte, Giove, Sole, Saturno, Venere). Ognuna delle quarantanove intersezioni che risultavano era contrassegnata da un'altra immagine mnemonica desunta dalla mitologia, immagine come simboli, che rappresentava una parte dello scibile umano. In pratica, il suo Teatro era un edificio della memoria, rappresentante l'ordine della verità eterna e i diversi stadi della creazione, un'enciclopedia del sapere e insieme l'immagine del cosmo.

In questo progetto si avvertono la tensione tipicamente rinascimentale verso il sapere universale e la conoscenza del creato, nonché gli influssi della filosofia ermetica e cabalistica iniziata da Pico della Mirandola.

#### Il trattato sull'Idea del Theatro
Giulio Camillo espose le sue teorie nel trattato Idea del Theatro (pubblicato postumo a Venezia nel 1550) e nell'apologetico Discorso di M. Giulio Camillo in materia del suo theatro (1552, dedicato a Trifone Gabriel). Queste trovarono un sostenitore e mecenate nel sovrano francese Francesco I, che il Delminio incontrò a Milano. È comunque improbabile che un prototipo di tale teatro sia stato veramente costruito. La sua figura non convenzionale e le sue idee particolarissime gli attirarono l'ammirazione di molti ma anche l'ostilità di altri, ed egli venne definito sia un genio sia un ciarlatano. La sua stessa persona era circondata da un alone di mistero, e anche la morte, attorno al 1544, avvenne in circostanze poco chiare.

## Opere
- Discorso in materia del suo Theatro;
- Lettera del rivolgimento dell'huomo a Dio;
- La Idea del Theatro;
- Trattato delle materie;
- Trattato dell’Imitatione;
- Due orationi;
- Rime, & lettere diverse;
- La Topica, overo dell’Elocutione;
- Discorso sopra l'Idee d’Hermogene;
- La grammatica;
- Espositione sopra'l primo & secondo Sonetto del Petrarca.